# Ди Франчиска, Элиза
Элиза Ди Франчиска (итал. Elisa Di Francisca, род. 13 декабря 1982 года в Ези, Италия) — знаменитая итальянская фехтовальщица на рапирах, двукратная чемпионка Олимпийских игр 2012 года (в индивидуальных и командных соревнованиях), семикратная чемпионка мира, 13-кратная чемпионка Европы, двукратная чемпионка Италии, обладательница Кубка мира 2011 года.
Элиза родом из Ези, где также родились знаменитые итальянские рапиристки Джованна Триллини и Валентина Веццали.
В 2011—2015 годах четырежды на чемпионатах Европы Элизе удавалось делать золотой дубль — побеждать и в личном, и командном первенстве. Только в 2012 году в Леньяно Элиза ограничилась «лишь» победой в командном первенстве.
На чемпионате Европы 2019 года, который проходил в Германии, Элиза победила в финале россиянку Инну Дериглазову и завоевала титул чемпионки Европы.